# Pteroplatus bilineatus
Pteroplatus bilineatus är en skalbaggsart som beskrevs av Jean Baptiste Lucien Buquet 1841. Pteroplatus bilineatus ingår i släktet Pteroplatus och familjen långhorningar. Inga underarter finns listade i Catalogue of Life.